# La Cabanasse
La Cabanasse (in catalano La Cabanassa) è un comune francese di 721 abitanti situato nel dipartimento dei Pirenei Orientali nella regione dell'Occitania.

## Geografia fisica

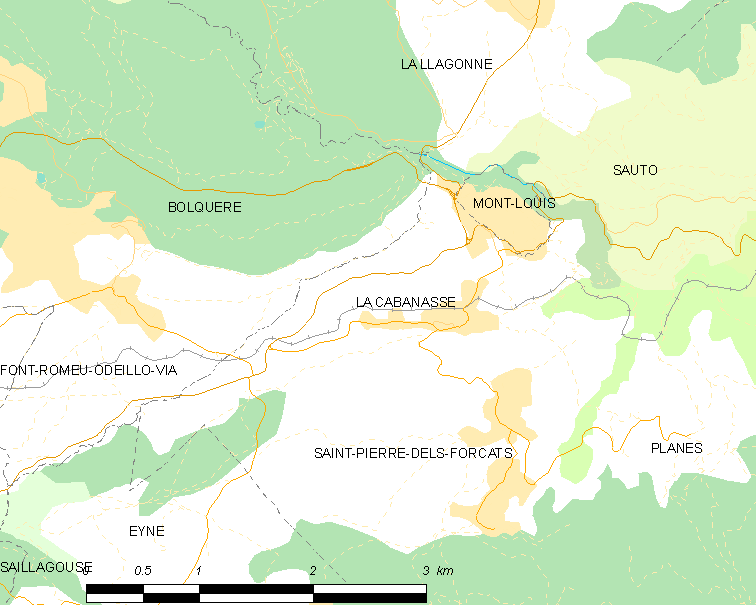
Situazione di La Cabanasse

Fa parte della regione storica nota come Cerdagna.

## Società

### Evoluzione demografica
Abitanti censiti